# Wakefield (Nuevo Hampshire)
Wakefield es un pueblo ubicado en el condado de Carroll en el estado estadounidense de Nuevo Hampshire. En el Censo de 2010 tenía una población de 5.078 habitantes y una densidad poblacional de 43,86 personas por km².

## Geografía
Wakefield se encuentra ubicado en las coordenadas 43°35′35″N 71°0′36″O / 43.59306, -71.01000. Según la Oficina del Censo de los Estados Unidos, Wakefield tiene una superficie total de 115.78 km², de la cual 102.2 km² corresponden a tierra firme y (11.72%) 13.57 km² es agua.

## Demografía
Según el censo de 2010, había 5.078 personas residiendo en Wakefield. La densidad de población era de 43,86 hab./km². De los 5.078 habitantes, Wakefield estaba compuesto por el 97.52% blancos, el 0.22% eran afroamericanos, el 0.18% eran amerindios, el 0.95% eran asiáticos, el 0.02% eran isleños del Pacífico, el 0.12% eran de otras razas y el 1% pertenecían a dos o más razas. Del total de la población el 0.89% eran hispanos o latinos de cualquier raza.